# Pteraclis carolinus
Pteraclis carolinus es una especie de peces de la familia Bramidae en el orden de los Perciformes.

## Morfología
• Los machos pueden llegar alcanzar los 50 cm de longitud total.

## Distribución geográfica
Se encuentra en el Mar de los Sargazos y en las costas  africanas del  Atlántico.